# Abd Allah bin Faysal Al Sa'ud
Abd Allāh bin Fayṣal Āl Saʿūd (in arabo عبد الله الفيصل بن عبد العزيز آل سعود‎?; Riyad, 18 giugno 1923 – Gedda, 8 maggio 2007) è stato un principe, politico, imprenditore e dirigente sportivo saudita, membro della famiglia reale Āl Saʿūd.

## Primi anni di vita e formazione
Abd Allah bin Faysal nacque a Riad il 18 giugno 1923 ed era il figlio maggiore di re Faysal. Sua madre era Sultana Al Sudairi, figlia di Ahmed bin Muhammad Al Sudairi e sorella della madre dei sette fratelli Sudairi, Hassa. Il matrimonio dei genitori è stato predisposto mentre il principe Faysal era in viaggio all'estero e i due non si sono mai visti fino al giorno delle nozze. Oltre ad Abd Allah da questo matrimonio sono nate altre tre figlie. In seguito hanno divorziato. Abd Allah era più anziano della maggioranza dei suoi zii.
Il principe ha completato la sua formazione a La Mecca nel 1939.

## Carriera
Abd Allah bin Faysal ha assunto una serie di incarichi di governo. Ha iniziato la sua carriera politica nel 1945, quando ha disputato allo zio Mansur (di cui era coetaneo) la carica di viceré del Hejaz e di fatto ha assunto la carica un anno dopo.
Ha servito come ministro della sanità dal 1949 al 1950. Poi, nel 1951, è stato nominato primo ministro dell'interno. Ha servito in questa posizione sotto il nonno prima e sotto lo zio poi. Il suo mandato è durato fino al 1959 quando si è dimesso. La sua nomina a ministro è stata una mossa per renderlo di pari stato all'allora ministro della difesa Mish'al bin Abd al-Aziz.
Dopo aver lasciato il suo lavoro nel governo ha dedicato il suo tempo ad attività commerciali e culturali. Nel 1970, a Gedda, ha fondato il gruppo Al Faisaliah. Inoltre, nel 1979, ha fondato la società SIGMA (Saudi Investment Group and Marketing). Il presidente e amministratore delegato della società oggi è suo figlio, il principe Sa'ud.
Abd Allah ha ricevuto una serie di riconoscimenti internazionali, tra cui una laurea ad honorem in lettere. Nel 1984 gli è stato conferito il Premio di Stato per la letteratura. Infatti, componeva poesie sia in stile classico che colloquiale. Una serie di cantanti hanno musicato le sue poesie, tra cui la famosa Umm Kulthum.
È stato presidente dell'Al-Ahli Sports Club. Dal 1956 al 1971 ha presieduto la Federazione calcistica dell'Arabia Saudita.

## Morte e funerale
Il principe è morto a Gedda l'8 maggio 2007. Le preghiere funebri si sono tenute nella Grande Moschea di La Mecca alla presenza dell'allora principe ereditario Sultan, dei suoi fratellastri minori Sa'ud e Khalid e di altri membri della famiglia reale. La salma è stata poi sepolta nel cimitero al-Adl della città.